# Moshé Mizrahi (basket-ball)
Pour les articles homonymes, voir Moshé Mizrahi.
Moshé Mizrahi, né le 8 avril 1980 à Holon (Israël), est un joueur israélien de basket-ball. Il mesure 2,02 m.

## Biographie
Lors de la saison 2010-2011, il est le meilleur tireur à 3 points de la première division israélienne avec 50,7 % au tir (35 sur 69).

## Clubs
- 2001-2004 :  Hapoël Jérusalem (première division)
- 2004-2005 :  Hapoël Galil Elyon (première division)
- 2005-2006 :  Ironi Ashkelon (première division)
- 2006-2007 :  Bnei Hasharon (première division)
- 2007-2008 :  Paris Levallois (Pro A)
- 2008-2010 :  Maccabi Haïfa (première division)
- 2010-2011 :  Hapoël Jérusalem (première division)

## Palmarès
- Vainqueur de la Coupe ULEB en 2004

## Équipe nationale
International israélien. Participation au Championnat d'Europe en 2005.